# Eta Capricorni
Eta Capricorni (η Capricorni, förkortat Eta Cap, η Cap) som är stjärnans Bayerbeteckning, är en dubbelstjärna belägen i den mellersta delen av stjärnbilden Stenbocken. Den har en kombinerad skenbar magnitud på 4,84 och är svagt synlig för blotta ögat. Baserat på parallaxmätning inom Hipparcosuppdraget på ca 20,2 mas, beräknas den befinna sig på ett avstånd av ca 161 ljusår (ca 50 parsek) från solen.

## Egenskaper
Primärstjärnan Eta Capricorni  A är en blå till vit stjärna i huvudserien av spektralklass A4 V. Den har en massa som är omkring dubbelt så stor som solens massa, en radie som är ca 2,6 gånger större än solens och utstrålar från sin fotosfär ca 24 gånger mera energi än solen vid en effektiv temperatur på ca 8 000 K.
Följeslagaren, Eta Capricorni  B, är en huvudseriestjärna av spektralklass F2 V, som har en skenbar magnitud av +7,39. Paret kretsar kring varandra med en period på 27,85 år, med en excentricitet på 0,410.